# Висла (град)
Вѝсла (на полски: Wisła; на чешки: Visla; на немски: Weichsel) е град в Южна Полша, Силезко войводство, Чешински окръг. Административно е обособен като самостоятелна градска община с площ 110,17 км2.
В града се намира шанца за ски скокове, кръстена на известния полски ски скачач Адам Малиш.

## Население
Според данни от полската Централна статистическа служба, към 1 януари 2014 г. населението на града възлиза на 11 261 души. Гъстотата е 102 души/км2.

## Личности

### Родени в града
- Адам Малиш — състезател по ски скокове